# Hays Glacier
Hays Glacier är en glaciär i Antarktis. Den ligger i Östantarktis. Australien gör anspråk på området. Hays Glacier ligger 39 meter över havet.
Terrängen runt Hays Glacier är platt åt nordost, men söderut är den kuperad. Havet är nära Hays Glacier åt nordväst.  Trakten är obefolkad. Det finns inga samhällen i närheten. 